# Ротул
Роту́л — заповідне урочище місцевого значення. Об'єкт розташований на території Косівського району Івано-Франківської області, Космацьке лісництво, кв. 27, вид. 41. 
Площа 7,5 га. Статус отриманий у 1996 році. Перебуває у віданні ДП «Кутське лісове господарство».